# Grandiphyllum
Grandiphyllum – rodzaj roślin z rodziny storczykowatych (Orchidaceae). Obejmuje 8 gatunków wystęujących w Ameryce Południowej w Argentynie, Brazylii i Paragwaju.

## Systematyka
Rodzaj sklasyfikowany do podplemienia Oncidiinae w plemieniu Cymbidieae, podrodzina epidendronowe (Epidendroideae), rodzina storczykowate (Orchidaceae), rząd szparagowce (Asparagales) w obrębie roślin jednoliściennych.
Wykaz gatunków
- Grandiphyllum auricula (Vell.) Docha Neto
- Grandiphyllum divaricatum (Lindl.) Docha Neto
- Grandiphyllum edwallii (Cogn.) Docha Neto
- Grandiphyllum hians (Lindl.) Docha Neto
- Grandiphyllum ilhagrandense V.P.Castro & G.F.Carr
- Grandiphyllum micranthum (Kraenzl.) J.M.H.Shaw
- Grandiphyllum pohlianum (Cogn.) Docha Neto
- Grandiphyllum schunkeanum (Campacci & Cath.) Campacci